# Patrick Sobelman
Patrick Sobelman est un producteur français né en 1956. Il est associé dans la société de production Agat Films & Cie - Ex Nihilo.
Il est l'un des membres du Club des 13.

## Participation en festival
Il a fait partie du Grand Jury du Festival du grain à démoudre en 2010.

## Filmographie

### Acteur
- 2006 : Le Pressentiment de Jean-Pierre Darroussin : le banquier
- 2010 : D'amour et d'eau fraîche d'Isabelle Czajka : le patron du Photo-Service

### Producteur
- 2001 : Roberto Succo de Cédric Kahn
- 2002 : Un couple épatant de Lucas Belvaux
- 2002 : Après la vie de Lucas Belvaux
- 2002 : Cavale de Lucas Belvaux
- 2003 : Dancing de Patrick Mario Bernard et Pierre Trividic et Xavier Brillat
- 2003 : Stormy Weather de Sólveig Anspach
- 2003 : Matrubhoomi, un monde sans femmes de Manish Jhâ
- 2004 : Innocence de Lucile Hadžihalilović
- 2006 : La Raison du plus faible de Lucas Belvaux
- 2006 : Itinéraires de Christophe Otzenberger
- 2006 : Le Pressentiment de Jean-Pierre Darroussin
- 2007 : Jour après jour de Jean Daniel Pollet et Jean Paul Fargier
- 2007 : Anna M. de Michel Spinosa
- 2009 : Ne te retourne pas de Marina de Van
- 2010 : D'amour et d'eau fraîche d'Isabelle Czajka
- 2012 : 38 Témoins de Lucas Belvaux
- 2013 : Dark Touch de Marina de Van
- 2013 : Queen of Montreuil de Sôlveig Anspach
- 2013 : La Vie domestique d'Isabelle Czajka
- 2014 : Son épouse de Michel Spinosa
- 2014: Pas son genre de Lucas Belvaux
- 2015 : Taj Mahal de Nicolas Saada
- 2016 : L'Effet aquatique de Sôlveig Anspach et Jean-Luc Gaget
- 2016 : Jamais contente d'Emilie Deleuze
- 2018 : Paul Sanchez est revenu ! de Patricia Mazuy
- 2018 : Les Estivants de Valéria Bruni Tedeschi
- 2018 : Tout ce qu'il me reste de la révolution de Judith Davis
- 2022 : Les Jeunes Amants de Carine Tardieu
- 2022 : Bowling Saturne de Patricia Mazuy

### Réalisateur
- 2020 : Golda Maria (coréalisateur : Hugo Sobelman)

## Distinctions
- 2004 : Étoile d'or du producteur.